# Men O' War de Lexington
Les Men O' War de Lexington sont une franchise professionnelle de hockey sur glace en Amérique du Nord qui évoluait dans l'ECHL. L'équipe était basée à Lexington dans l'État du Kentucky aux États-Unis.

## Historique
La franchise est créée en 2002 à la suite du déménagement du Whoopee de Macon. Elle joue en ECHL lors de la saison 2002-2003.

## Statistiques
| Saison    | PJ | V  | D  | DTB | BP  | BC  | Pts | Classement                    | Séries éliminatoires    |
| --------- | -- | -- | -- | --- | --- | --- | --- | ----------------------------- | ----------------------- |
| 2002-2003 | 72 | 34 | 31 | 7   | 188 | 212 | 75  | 4e place, division Nord-Ouest | Défaite au premier tour |